# 国際エネルギースタープログラム

国際エネルギースターのサービスマークは、エネルギー能率の高い製品に貼付される。

国際エネルギースタープログラム（こくさいエネルギースタープログラム）は、OA機器の省エネルギーのための国際的な環境ラベリング制度である「エネルギースター」を、日本で運用する際の制度名称。経済産業省がアメリカ環境保護庁（EPA）との相互承認の元で運営している。

## 概要
1993年から実施しているアメリカ環境保護庁が定めたOA機器の省エネルギーのための規格が元となっている。日本は、アメリカ合衆国からの呼びかけに応じて1995年から参加している。
国際エネルギースタープログラムの対象商品は、パーソナルコンピュータ、ディスプレイ、プリンタ、ファクシミリ、複写機、スキャナ、複合機である。
OA機器の製造事業者は、経済産業省（事務局は財団法人省エネルギーセンター）に登録をおこなうことによって、基準をクリアーしたOA機器に自己宣言することによりエネルギースターロゴを使用できる。

### 策定の経緯
「エネルギースター」は、アメリカ合衆国政府が開始した消費者向け製品に関するエネルギー効率の標準制度である。これは1992年、クリントン政権下においてアメリカ合衆国環境保護庁（EPA）とアメリカ合衆国エネルギー省（DOE）の間で作成された。この後、オーストラリア、カナダ、ニュージーランド、台湾、そしてEU（欧州連合）とともに日本もこのプログラムを採用した。

### 相互認証
本来は製造業者の自己認証による国際的な環境ラベリング制度であり、申請国で使用が認められれば相互認証という形で他国でもラベルが使用可能であった。しかし、2010年にかけて北米地域において、プログラムの不適合製品が「エネルギースター」に登録されている事案が発覚し、北米地域は自己認証制度から第三者認証制度へ移行した。相互認証制度そのものは維持されているが、2011年1月1日以降に製造される（発効日以降も引き続き製造される型式を含む）、北米地域を対象とする製品については、米環境保護庁（EPA）が認定する第三者機関（CB）での製品認証が必須となっている。